# Грабар Ольга Адольфівна
Ольга Адольфівна Грабар (1846, Банська Штявниця, Словаччина — 1930, Москва) — москвофілка, дочка Адольфа Добрянського, дружина Емануїла Грабаря, адвоката й посла угорського парламенту; головна обвинувачена в москвофільському процесі за державну зраду у Львові 1881 (інші обвинувачені: її батько Адольф Добрянський, Іван Наумович, Венедикт Площанський й ін.). Оскаржена в підтримуванні зв'язків між: москвофілами в Австро-Угорщині і петербурзькими неприхильними до Австрії колами, Ольга Грабар була виправдана судом. Дочка Адольфа Добрянського, мати художника Ігоря Грабаря і юриста Володимира Грабаря.
У 1886 році після суду емігрувала у Російську імперію в місто Ізмаїл, де в той час мешкали її чоловік та сини.